# Саут-Бенд (Индиана)
Са́ут-Бенд (англ. South Bend) — город и центр округа Сент-Джозеф в США, штат Индиана. Саут-Бенд стоит на реке Сент-Джозеф. Является четвёртым по величине городом Индианы. Известен своим районом под названием «Мичиана» и университетом Нотр-Дам.

## История
Саут-Бенд был основан торговцами пушниной в XVIII веке, в 1865 году он стал городом. Экономику города в середине XX века во многом сформировала река Сент-Джозеф. Доступ к реке способствовал развитию тяжелой промышленности, представленной здесь «Studebaker Corporation», «Oliver Farm Equipment Company» и другими крупными корпорациями.
После пика в 132 445 жителей в 1960 году население значительно сократилось. Во многом этому способствовало закрытие некоторых компаний тяжёлой промышленности. Но по итогам переписи 2000 года за 10 лет население выросло на 2,2 %, впервые с 1960. На сегодняшний день в городе наиболее развиты здравоохранение, образование и малый бизнес. Велик и туристический сектор экономики.
Дважды (1967 и 2011) город был награждён премией «All-America City Award» (с англ. — «Всеамериканский город») присуждаемой Национальной гражданской лигой, которую неофициально называют «Нобелевской премией за конструктивное гражданство» и которая выдается за активную гражданскую позицию жителей некорпоративных сообществ Соединённых Штатов в жизни местного самоуправления.

## География
По словам Бюро переписи населения США площадь Саут-Бенда составляет 101,3 км², из которых 100,2 км² — суша и 1,1 км² (1,10 %) — водная поверхность.
Саут-Бенд расположен в 150 км от Чикаго и в 8 км от границы со штатом Мичиган, приблизительно на равном удалении от штатов Огайо и Иллинойс. Расстояние до озера Мичиган — 32 км.

### Климат
Саут-Бенд находится в зоне влажного континентального климата по классификации Кёппена. Озеро Мичиган оказывает большое влияние на климат региона, включая «озёрный снеговой эффект» и круглогодичное влияние на температуру. Теплые месяцы — с июня по август. 42 дня в году гремят грозы. Самый снежный месяц — январь, но снег идёт с октября по апрель. За год выпадает около 208 см снега. Весна и осень — мягкие и пасмурные, за год 293 облачных/пасмурных дня.
В отчете Национальной метеорологической службы США от 2011 года Саут-Бенд занял 15-е место среди 20 городов США, наиболее подверженных торнадо.
| Показатель                                                                    | Янв. | Фев.  | Март | Апр. | Май  | Июнь | Июль | Авг. | Сен. | Окт.  | Нояб. | Дек.  | Год  |
| ----------------------------------------------------------------------------- | ---- | ----- | ---- | ---- | ---- | ---- | ---- | ---- | ---- | ----- | ----- | ----- | ---- |
| Абсолютный максимум, °C                                                       | 20,0 | 23,3  | 29,4 | 32,8 | 35,6 | 41,1 | 42,3 | 40,5 | 37,2 | 33,3  | 27,8  | 21,1  | 42,3 |
| Средний суточный максимум, °C                                                 | −0,5 | 2,2   | 8,3  | 15,0 | 21,6 | 26,6 | 28,3 | 27,2 | 23,3 | 16,7  | 8,9   | 2,2   | 15,0 |
| Средняя температура, °C                                                       | −5   | −3    | 3,0  | 9,0  | 16,0 | 21,0 | 23,0 | 22,0 | 17,0 | 11,0  | 4,0   | −2    | 9,7  |
| Средний суточный минимум, °C                                                  | −8,9 | −7,2  | −2,2 | 3,3  | 8,9  | 14,4 | 17,2 | 16,1 | 11,6 | 5,6   | 0,56  | −5,6  | 4,4  |
| Абсолютный минимум, °C                                                        | −30  | −28,9 | −25  | −12  | −4,5 | 1,7  | 5,6  | 4,4  | −1,7 | −11,1 | −21,7 | −27,8 | −30  |
| Норма осадков, мм                                                             | 57   | 50    | 74   | 92   | 89   | 106  | 95   | 101  | 97   | 83    | 86    | 78    | 937  |
| Источник: http://www.weather.com/weather/wxclimatology/monthly/graph/USIN0624 |      |       |      |      |      |      |      |      |      |       |       |       |      |

## Экономика
Расположение города на реке в период конца 1800 — начала 1900 годов привело к индустриальной экономике. К концу Второй Мировой войны экономика города начала снижаться. В 1963 году закрылась крупнейшая фабрика города — «Studebaker».
До сих пор можно встретить остатки старой экономики в виде заброшенных заводов, большинство из которых ещё не было разрушено. После упадка промышленной экономики на передовой план встали здравоохранение, образование и малый бизнес, но город до сих пор не достиг уровня процветания в конце 1950-х.
Университет Нотр-Дам является крупнейшим работодателем города, создавая 4758 рабочих мест.